# George Newbold Lawrence
George Newbold Lawrence (20 ottobre 1806 – 17 gennaio 1895) è stato un dirigente d'azienda e ornitologo statunitense.
Lawrence condusse studi sugli uccelli del Pacifico per conto di Spencer Fullerton Baird e di John Cassin; insieme a questi due collaborò nel 1868 nella stesura di Uccelli del Nordamerica.
Lawrence lasciò la sua collezione, comprendente le spoglie di 8000 uccelli, all'American Museum of Natural History. Cassin classificò una specie, il cardellino di Lawrence, Carduelis lawrencei, in suo onore.
| Lawrence è l'abbreviazione standard utilizzata per le specie animali descritte da George Newbold Lawrence. Categoria:Taxa classificati da George Newbold Lawrence |